# Japan op de Olympische Zomerspelen 1952
Japan nam deel aan de Olympische Zomerspelen 1952 in Helsinki, Finland. Het keerde terug op de Spelen nadat het op de Spelen van 1948 ontbrak. Vanwege de Japanse rol tijdens de Tweede Wereldoorlog was het niet uitgenodigd voor die Spelen.

## Medailleoverzicht
| Sport     | Olympiër                                                      | Onderdeel             | Medaille |
| --------- | ------------------------------------------------------------- | --------------------- | -------- |
| Worstelen | Shohachi Ishii                                                | -57kg vrije stijl (m) | Goud     |
| Turnen    | Masao Takemoto                                                | vloer (m)             | Zilver   |
| Turnen    | Tadao Uesako                                                  | vloer (m)             | Zilver   |
| Worstelen | Yushu Kitano                                                  | -52kg vrije stijl (m) | Zilver   |
| Zwemmen   | Hiroshi Suzuki                                                | 100m vrije slag (m)   | Zilver   |
| Zwemmen   | Shiro Hashizume                                               | 1500m vrije slag (m)  | Zilver   |
| Zwemmen   | Toru Goto Yoshihiro Hamaguchi Hiroshi Suzuki Teijiro Tanikawa | 4x200m vrije slag (m) | Zilver   |
| Turnen    | Takashi Ono                                                   | vloer (m)             | Brons    |
| Turnen    | Tadao Uesako                                                  | vloer (m)             | Brons    |

## Deelnemers en resultaten

### Atletiek
| Olympiër                                                       | Onderdeel                | Resultaat | Prestatie                                                    |
| -------------------------------------------------------------- | ------------------------ | --------- | ------------------------------------------------------------ |
| Tomio Hosoda                                                   | 100m (m)                 | 16e       | serie 6: 2de in 11,14 kwartfinale 4: 4de in 11,03            |
| Masaji Tajima                                                  | 100m (m)                 | 44e       | serie 2: 6de in 11,29                                        |
| Tomio Hosoda                                                   | 200m (m)                 | 31e       | serie 12: 2de in 22,36 kwartfinale 6: 6de in 22,49           |
| Junkichi Matoba                                                | 400m (m)                 | 41e       | serie 4: 3de in 49,57                                        |
| Yoshitaka Muroya                                               | 800m (m)                 | 27e       | serie 8: 4de in 1.54,0                                       |
| Osamu Inoue                                                    | 5000m (m)                | 34e       | serie 1: 12de in 14.59,0                                     |
| Michitaka Kinami                                               | 110m horden (m)          | 22e       | serie 6: 3de in 15,31                                        |
| Eitaro Okano                                                   | 400m horden (m)          | 20e       | serie 1: 3de in 54,2 kwartfinale 4: 6de in 54,4              |
| Susumu Takahashi                                               | 3000m steeplechase (m)   | 20e       | serie 2: 9de in 9.21,6                                       |
| Junkichi Matoba Eitaro Okano Hiroshi Yamamoto Yoshitaka Muroya | 4x400m (m)               | 17e       | serie 1: 7de in 3.20,55                                      |
| Katsuo Nishida                                                 | marathon (m)             | 25e       | 2:36.19                                                      |
| Yoshitaka Uchikawa                                             | marathon (m)             | DNF       | niet gefinisht                                               |
| Keizo Yamada                                                   | marathon (m)             | 26e       | 2:38.11,2                                                    |
| Masaji Tajima                                                  | verspringen (m)          | 10e       | kwalificatie groep B: 3de met 7,13m finale: 10de met 7,00m   |
| Keizo Hasegawa                                                 | hink-stap-springen (m)   | 20e       | kwalificatie groep A: 11de met 14,39m                        |
| Yoshio Iimuro                                                  | hink-stap-springen (m)   | 6e        | kwalificatie groep A: 5de met 14,81m finale: 6de met 14,99m  |
| Tadashi Yamamoto                                               | hink-stap-springen (m)   | 14e       | kwalificatie groep B: 6de met 14,60m finale: 14de met 14,57m |
| Bunkichi Sawada                                                | polsstokhoogspringen (m) | 6e        | kwalificatie groep B: 11de met 4,00m finale: 6de met 4,20m   |
|                                                                |                          |           |                                                              |
| Ayako Yoshikawa                                                | 100m (v)                 | 36e       | serie 5: 5de in 12,6                                         |
| Miyo Miyashita                                                 | 80m horden (v)           | 17e       | serie 1: 3de in 11,8                                         |
| Ayako Yoshikawa                                                | verspringen (v)          | 16e       | kwalificatie groep B: 14de met 5,34m finale: 16de met 5,54m  |
| Toyoko Yoshino                                                 | discuswerpen (v)         | 16e       | kwalificatie: 8ste met 39,75m finale: 4de met 43,81m         |

### Boksen
| Olympiër           | Onderdeel | Resultaat | Prestatie                           |
| ------------------ | --------- | --------- | ----------------------------------- |
| Yoshitaro Nagata   | -51kg (m) | 17e       | 1ste ronde: V van ROU Dobrescu: 1-2 |
| Toshihito Ishimaru | -57kg (m) | 17e       | 1ste ronde: V van BRA Galasso: 0-3  |

### Gewichtheffen
| Olympiër        | Onderdeel | Resultaat | Prestatie                  |
| --------------- | --------- | --------- | -------------------------- |
| Isamu Shiraishi | -56kg (m) | DNF       | duwen: geen geldige poging |

### Paardensport
| Olympiër       | Onderdeel      | Resultaat      | Prestatie      |
| Springconcours | Springconcours | Springconcours | Springconcours |
| -------------- | -------------- | -------------- | -------------- |
| Toshiaki Kitai | individueel    | 45e            | 62 strafpunten |

### Roeien
| Olympiër                                                             | Onderdeel    | Resultaat | Prestatie                                          |
| -------------------------------------------------------------------- | ------------ | --------- | -------------------------------------------------- |
| Kosuke Matsuo Ryuji Goto Kazuo Kanda Toshiya Takeuchi Tamatsu Kogure | vier-met (m) | 13e       | serie 3: 4de in 7.29,8 herkansingen: 3de in 7.13,9 |

### Schermen
| Olympiër       | Onderdeel  | Resultaat | Prestatie                                   |
| -------------- | ---------- | --------- | ------------------------------------------- |
| Toshiaki Kitai | degen (m)  | 54e       | 1ste ronde groep 7: 8ste met 1 overwinning  |
| Toshiaki Kitai | floret (m) | 43e       | 1ste ronde groep 4: 6de met 2 overwinningen |
| Toshiaki Kitai | sabel (m)  | 63e       | 1ste ronde groep 7: 7de met 0 overwinningen |

### Schietsport
| Olympiër        | Onderdeel              | Resultaat | Prestatie                  |
| --------------- | ---------------------- | --------- | -------------------------- |
| Keijiro Kaitoku | 50m geweer liggend (m) | 17e       | 396 punten: (100-98-99-99) |

### Schoonspringen
| Olympiër        | Onderdeel     | Resultaat | Prestatie                         |
| --------------- | ------------- | --------- | --------------------------------- |
| Katsuichi Mori  | 3m plank (m)  | 15e       | voorronde: 15de met 65,23 punten  |
| Katsuichi Mori  | 10m toren (m) | 29e       | voorronde: 29ste met 58,65 punten |
|                 |               |           |                                   |
| Masami Miyamoto | 3m plank (v)  | 15e       | voorronde: 15de met 46,88 punten  |
| Masami Miyamoto | 10m toren (v) | 11e       | voorronde: 11de met 36,24 punten  |

### Turnen
| Olympiër                                                              | Onderdeel                | Resultaat | Prestatie     |
| --------------------------------------------------------------------- | ------------------------ | --------- | ------------- |
| Takashi Ono                                                           | sprong (m)               | Brons     | 19,10 punten  |
| Masao Takemoto                                                        | sprong (m)               | Zilver    | 19,15 punten  |
| Tadao Uesako                                                          | sprong (m)               | Brons     | 19,10 punten  |
| Tadao Uesako                                                          | vloer (m)                | Zilver    | 19,15 punten  |
| Akitomo Kaneko                                                        | meerkamp individueel (m) | 21e       | 111,30 punten |
| Tetsumi Nabeya                                                        | meerkamp individueel (m) | 35e       | 110,10 punten |
| Takashi Ono                                                           | meerkamp individueel (m) | 12e       | 112,20 punten |
| Masao Takemoto                                                        | meerkamp individueel (m) | 15e       | 111,65 punten |
| Tadao Uesako                                                          | meerkamp individueel (m) | 15e       | 111,65 punten |
| Akitomo Kaneko Tetsumi Nabeya Takashi Ono Masao Takemoto Tadao Uesako | meerkamp team (m)        | 5e        | 556,90 punten |

### Wielersport
| Olympiër                                                     | Onderdeel                | Resultaat | Prestatie                                 |
| Baan                                                         | Baan                     | Baan      | Baan                                      |
| ------------------------------------------------------------ | ------------------------ | --------- | ----------------------------------------- |
| Kihei Tomioka                                                | sprint (m)               | 13e       | 1ste ronde serie 4: 3de herkansingen: 4de |
| Tadashi Kato                                                 | tijdrit (m)              | 26e       | 1.23,2                                    |
| Kihei Tomioka Tamotsu Chikanari                              | tandem (m)               | 13e       |                                           |
| Kihei Tomioka Masazumi Tajima Tadashi Kato Tamotsu Chikanari | ploegenachtervolging (m) | 19e       |                                           |
| Weg                                                          |                          |           |                                           |
| Tamotsu Chikanari                                            | wegwedstrijd (m)         | DNF       | niet gefinisht                            |
| Tadashi Kato                                                 | wegwedstrijd (m)         | DNF       | niet gefinisht                            |
| Masazumi Tajima                                              | wegwedstrijd (m)         | DNF       | niet gefinisht                            |
| Kihei Tomioka                                                | wegwedstrijd (m)         | DNF       | niet gefinisht                            |
| Tamotsu Chikanari Tadashi Kato Masazumi Tajima Kihei Tomioka | wegwedstrijd team (m)    | DNF       | niet gefinisht                            |

### Worstelen
| Olympiër          | Onderdeel             | Resultaat | Prestatie |
| ----------------- | --------------------- | --------- | --- |
| Yushu Kitano      | -52kg vrije stijl (m) | Brons     | 1ste ronde: W van SWE Johansson: 3-0 2de ronde: W van EGY El-Ward 3de ronde: W van MEX Dávila 4de ronde: W van RSA Baise 5de ronde: V van TUR Gemici: 0-3 6de ronde: W van IRI Mollaghasemi: 3-0                                               |
| Shohachi Ishii    | -57kg vrije stijl (m) | Goud      | 1ste ronde: W van FIN Jaskari: 3-0 2de ronde: W van GBR Irvine 3de ronde: W van TUR Sarıbacak: 3-0 4de ronde: W van GER Schmitz: 2-1 5de ronde: W van SWE Vesterby: 3-0 6de ronde: W van IND Jadhav: 3-0 7de ronde: W van URS Mammadbeyov: 3-0 |
| Risaburo Tominaga | -62kg vrije stijl (m) | 5e        | 1ste ronde: W van GUA Girón 2de ronde: V van FIN Mäkinen 3de ronde: W van CAN Bernard 4de ronde: W van HUN Hoffmann: 3-0 5de ronde: V van IRI Givehchi: 1-2                                                                                    |
| Takeo Shimotori   | -67kg vrije stijl (m) | 6e        | 1ste ronde: W van NOR Larsson: 3-0 2de ronde: W van EGY Badr: 3-0 3de ronde: W van AUS Garrard: 3-0 4de ronde: V van SWE Anderberg |
| Tsugio Yamazaki   | -73kg vrije stijl (m) | 5e        | 1ste ronde: W van FRA Leclerc: 2-1 2de ronde: W van GBR Irvine: 3-0 3de ronde: W van RSA Martin: 2-1 4de ronde: V van IRI Mojtabavi: 0-3 |

### Zeilen
| Olympiër        | Onderdeel   | Resultaat | Prestatie                             |
| --------------- | ----------- | --------- | ------------------------------------- |
| Keijiro Kaitoku | finn klasse | 27e       | 825 punten: (23-20-DNF-DSQ-22-23-DNF) |

### Zwemmen
| Olympiër                                                      | Onderdeel             | Resultaat    | Prestatie                                                                  |
| ------------------------------------------------------------- | --------------------- | ------------ | -------------------------------------------------------------------------- |
| Toru Goto                                                     | 100m vrije slag (m)   | 4e           | serie 8: 1ste in 58,3 halve finale 3: 3de in 58,3 finale: 4de in 58,5      |
| Yoshihiro Hamaguchi                                           | 100m vrije slag (m)   | 9e           | serie 1: 1ste in 58,0 halve finale 1: 4de in 58,3                          |
| Hiroshi Suzuki                                                | 100m vrije slag (m)   | Zilver       | serie 4: 2de in 58,0 halve finale 2: 2de in 58,0 finale: 2de in 57,4       |
| Hironoshin Furuhashi                                          | 400m vrije slag (m)   | 8e           | serie 2: 1ste in 4.43,3 finale: 8ste in 4.42,1                             |
| Yasuo Tanaka                                                  | 400m vrije slag (m)   | halve finale | serie 1: 2de in 4.44,3                                                     |
| Yoshio Tanaka                                                 | 400m vrije slag (m)   | halve finale | serie 8: 3de in 4.54,0                                                     |
| Yukiyoshi Aoki                                                | 1500m vrije slag (m)  | 14e          | serie 3: 3de in 19.27,0                                                    |
| Shiro Hashizume                                               | 1500m vrije slag (m)  | Zilver       | serie 1: 1ste in 18.34,0 (OR) finale: 2de in 18.41,4                       |
| Yasuo Kitamura                                                | 1500m vrije slag (m)  | 6e           | serie 6: 3de in 19.10,3 finale: 6de in 19.00,4                             |
| Norihiko Kurahashi                                            | 100m rugslag (m)      | 23e          | serie 1: 5de in 1.10,7                                                     |
| Yasumasa Nishino                                              | 100m rugslag (m)      | 18e          | serie 2: 2de in 1.10,1                                                     |
| Nobuyasu Hirayama                                             | 200m schoolslag (m)   | 4e           | serie 5: 3de in 2.41,5 halve finale 1: 3de in 2.39,1 finale: 4de in 2.37,4 |
| Takayoshi Kajikawa                                            | 200m schoolslag (m)   | 5e           | serie 3: 3de in 2.39,6 halve finale 2: 2de in 2.37,3 finale: 5de in 2.38,6 |
| Jiro Nagasawa                                                 | 200m schoolslag (m)   | 6e           | serie 2: 2de in 2.40,4 halve finale 2: 4de in 2.39,0 finale: 6de in 2.39,1 |
| Toru Goto Yoshihiro Hamaguchi Hiroshi Suzuki Teijiro Tanikawa | 4x200m vrije slag (m) | Zilver       | serie 3: 1ste in 8.42,1 finale: 2de in 8.33,5                              |
|                                                               |                       |              |                                                                            |
| Shizue Miyabe                                                 | 100m vrije slag (v)   | 37e          | serie 5: 7de in 1.16,6                                                     |
| Fumiko Sakaguchi                                              | 100m vrije slag (v)   | 35e          | serie 3: 5de in 1.14,6                                                     |
| Sadako Yamashita                                              | 100m vrije slag (v)   | 30e          | serie 1: 6de in 1.13,2                                                     |
| Misako Tamura                                                 | 400m vrije slag (v)   | 33e          | serie 5: 7de in 5.59,0                                                     |
| Sadako Yamashita                                              | 400m vrije slag (v)   | 28e          | serie 4: 7de in 5.48,4                                                     |
| Masayo Aoki                                                   | 200m schoolslag (v)   | 18e          | serie 5: 5de in 3.05,6                                                     |
| Kazuko Sakamoto                                               | 200m schoolslag (v)   | 14e          | serie 3: 3de in 3.02,7 halve finale 1: 7de in 3.04,2                       |
| Yasuko Oishi Fumiko Sakaguchi Misako Tamura Sadako Yamashita  | 4x100m vrije slag (v) | 10e          | serie 1: 6de in 4.54,0 (NR)                                                |

Argentinië · Australië · Bahama's · België · Bermuda · Birma · Brazilië · Brits-Guiana · Bulgarije · Canada · Ceylon · Chili · China · Cuba · Denemarken · Duitsland · Egypte · Filipijnen · Finland · Frankrijk · Goudkust · Griekenland · Groot-Brittannië · Guatemala · Hongarije · Hongkong · Ierland · IJsland · India · Indonesië · Iran · Israël · Italië · Jamaica · Japan · Joegoslavië · Libanon · Liechtenstein · Luxemburg · Mexico · Monaco · Nederland · Nederlandse Antillen · Nieuw-Zeeland · Nigeria · Noorwegen · Oostenrijk · Pakistan · Panama · Polen · Portugal · Puerto Rico · Roemenië · Saarland · Singapore ·  Sovjet-Unie · Spanje · Thailand · Trinidad en Tobago · Tsjecho-Slowakije · Turkije · Uruguay · Venezuela · Verenigde Staten · Vietnam · Zuid-Afrika · Zuid-Korea · Zweden · Zwitserland